# Saint-Maixant (Creuse)
Pour les articles homonymes, voir Saint-Maixant.
Saint-Maixant est une commune française située dans le département de la Creuse en région Nouvelle-Aquitaine.

## Géographie

### Situation
Petit village situé sur la D 10. Le territoire communal est arrosé par la rivière Creuse.

### Climat
Pour des articles plus généraux, voir Climat de la Nouvelle-Aquitaine et Climat de la Creuse.
Historiquement, la commune est exposée à un climat montagnard.  
En 2020, Météo-France publie une typologie des climats de la France métropolitaine dans laquelle la commune est exposée à un climat de montagne et est dans la région climatique Ouest et nord-ouest du Massif Central, caractérisée par une pluviométrie annuelle de 900 à 1 500 mm, maximale en automne et en hiver.
Pour la période 1971-2000, la température annuelle moyenne est de 9,5 °C, avec  une amplitude thermique annuelle de 15,3 °C. Le cumul annuel moyen de précipitations est de 1 039 mm, avec 12,7 jours de précipitations en janvier et 8 jours en juillet. Pour la période 1991-2020, la température moyenne annuelle observée sur la station météorologique la plus proche, située sur la commune d'Aubusson à 5 km à vol d'oiseau, est de 10,1 °C et le cumul annuel moyen de précipitations est de 939,1 mm,. Pour l'avenir, les paramètres climatiques de la commune estimés pour 2050 selon différents scénarios d’émission de gaz à effet de serre sont consultables sur un site dédié publié par Météo-France en novembre 2022.

## Urbanisme

### Typologie
Au 1er janvier 2024, Saint-Maixant est catégorisée commune rurale à habitat très dispersé, selon la nouvelle grille communale de densité à 7 niveaux définie par l'Insee en 2022.
Elle est située hors unité urbaine. Par ailleurs la commune fait partie de l'aire d'attraction d'Aubusson, dont elle est une commune de la couronne,. Cette aire, qui regroupe 34 communes, est catégorisée dans les aires de moins de 50 000 habitants,.

### Occupation des sols
L'occupation des sols de la commune, telle qu'elle ressort de la base de données européenne d’occupation biophysique des sols Corine Land Cover (CLC), est marquée par l'importance des territoires agricoles (78,8 % en 2018), une proportion sensiblement équivalente à celle de 1990 (78,5 %). La répartition détaillée en 2018 est la suivante : 
prairies (56,7 %), forêts (21,2 %), zones agricoles hétérogènes (20,8 %), terres arables (1,3 %). L'évolution de l’occupation des sols de la commune et de ses infrastructures peut être observée sur les différentes représentations cartographiques du territoire : la carte de Cassini (XVIIIe siècle), la carte d'état-major (1820-1866) et les cartes ou photos aériennes de l'IGN pour la période actuelle (1950 à aujourd'hui).

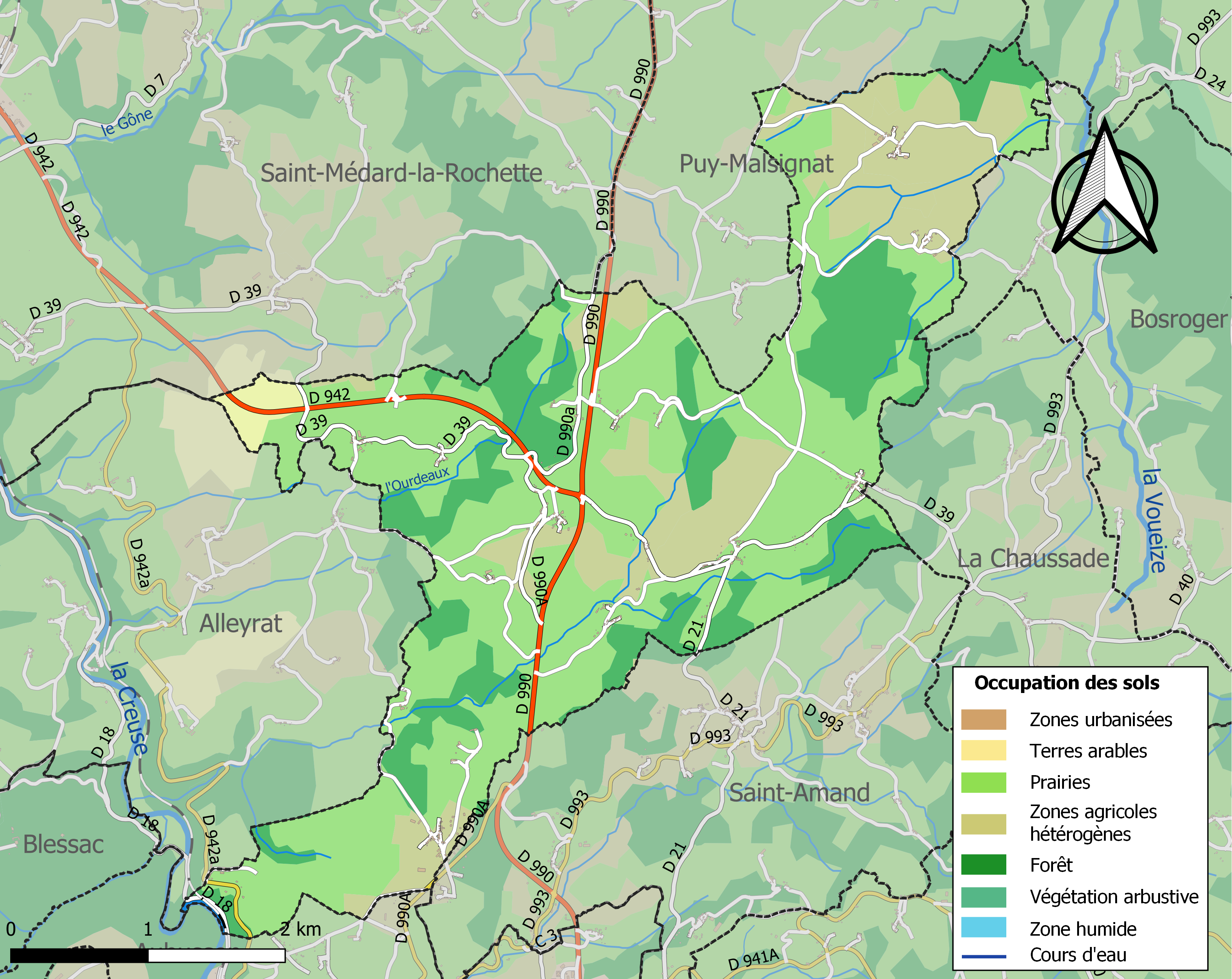
Carte des infrastructures et de l'occupation des sols de la commune en 2018 (CLC).

### Risques majeurs
Le territoire de la commune de Saint-Maixant est vulnérable à différents aléas naturels : météorologiques (tempête, orage, neige, grand froid, canicule ou sécheresse) et séisme (sismicité faible). Il est également exposé à un risque technologique, la rupture d'un barrage, et à un risque particulier : le risque de radon. Un site publié par le BRGM permet d'évaluer simplement et rapidement les risques d'un bien localisé soit par son adresse soit par le numéro de sa parcelle.

#### Risques naturels

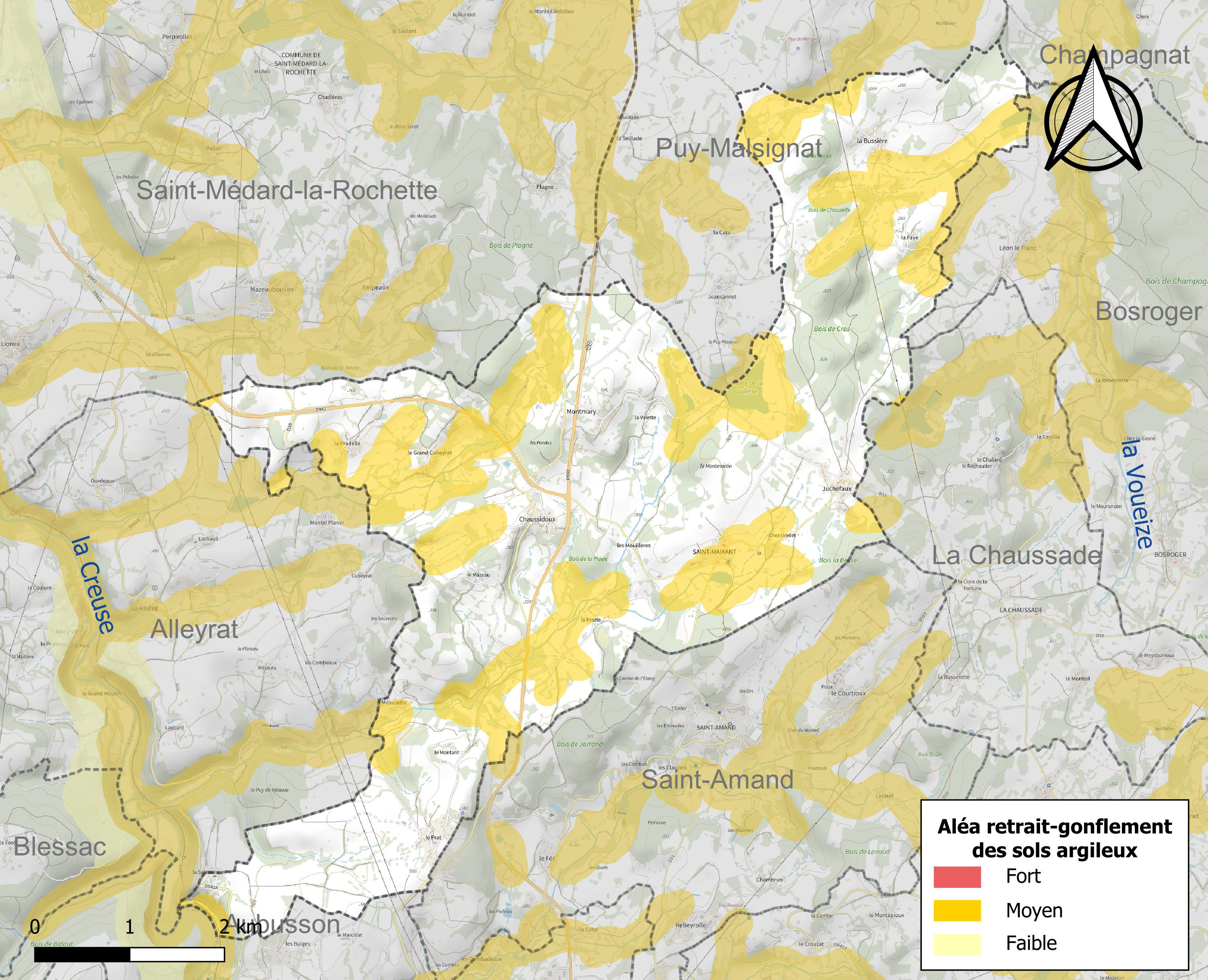
Carte des zones d'aléa retrait-gonflement des sols argileux de Saint-Maixant.

Le retrait-gonflement des sols argileux est susceptible d'engendrer des dommages importants aux bâtiments en cas d’alternance de périodes de sécheresse et de pluie. 30,1 % de la superficie communale est en aléa moyen ou fort (33,6 % au niveau départemental et 48,5 % au niveau national). Sur les 166 bâtiments dénombrés sur la commune en 2019,  29 sont en aléa moyen ou fort, soit 17 %, à comparer aux 25 % au niveau départemental et 54 % au niveau national. Une cartographie de l'exposition du territoire national au retrait gonflement des sols argileux est disponible sur le site du BRGM,.
Par ailleurs, afin de mieux appréhender le risque d’affaissement de terrain, l'inventaire national des cavités souterraines permet de localiser celles situées sur la commune.
La commune a été reconnue en état de catastrophe naturelle au titre des dommages causés par les inondations et coulées de boue survenues en 1982 et 1999. Concernant les mouvements de terrains, la commune a été reconnue en état de catastrophe naturelle au titre des dommages causés par des mouvements de terrain en 1999.

#### Risques technologiques
La commune est en outre située en aval du  barrage de Confolent, un ouvrage sur la Creuse de classe A soumis à PPI, disposant d'une retenue de 4,7 millions de mètres cubes. À ce titre elle est susceptible d’être touchée par l’onde de submersion consécutive à la rupture de cet ouvrage.

#### Risque particulier
Dans plusieurs parties du territoire national, le radon, accumulé dans certains logements ou autres locaux, peut constituer une source significative d’exposition de la population aux rayonnements ionisants. Certaines communes du département sont concernées par le risque radon à un niveau plus ou moins élevé. Selon la classification de 2018, la commune de Saint-Maixant est classée en zone 3, à savoir zone à potentiel radon significatif.

## Politique et administration

### Liste des maires
| Période                                  | Période   | Identité       | Étiquette | Qualité  |
| ---------------------------------------- | --------- | -------------- | --------- | -------- |
| Les données manquantes sont à compléter. |           |                |           |          |
| mars 2001                                | août 2003 | Alain Julien   |           |          |
| août 2003                                | 2014      | Nicole Pallier | PS        |          |
| 2014                                     | En cours  | Gérard Chabert | SE        | Retraité |

### Politique environnementale
Dans son palmarès 2024, le Conseil national de villes et villages fleuris de France a attribué une fleur à la commune.

## Population et société

### Démographie
L'évolution du nombre d'habitants est connue à travers les recensements de la population effectués dans la commune depuis 1793. Pour les communes de moins de 10 000 habitants, une enquête de recensement portant sur toute la population est réalisée tous les cinq ans, les populations de référence des années intermédiaires étant quant à elles estimées par interpolation ou extrapolation. Pour la commune, le premier recensement exhaustif entrant dans le cadre du nouveau dispositif a été réalisé en 2007.

En 2022, la commune comptait 233 habitants, en évolution de −2,51 % par rapport à 2016 (Creuse : −3,32 %, France hors Mayotte : +2,11 %).
| 1793 | 1800 | 1806 | 1821 | 1831 | 1836 | 1841 | 1846 | 1851 |
| ---- | ---- | ---- | ---- | ---- | ---- | ---- | ---- | ---- |
| 668  | 595  | 673  | 640  | 640  | 681  | 690  | 668  | 668  |

| 1856 | 1861 | 1866 | 1872 | 1876 | 1881 | 1886 | 1891 | 1896 |
| ---- | ---- | ---- | ---- | ---- | ---- | ---- | ---- | ---- |
| 677  | 629  | 625  | 635  | 588  | 522  | 534  | 561  | 539  |

| 1901 | 1906 | 1911 | 1921 | 1926 | 1931 | 1936 | 1946 | 1954 |
| ---- | ---- | ---- | ---- | ---- | ---- | ---- | ---- | ---- |
| 560  | 534  | 507  | 505  | 506  | 511  | 501  | 379  | 342  |

| 1962 | 1968 | 1975 | 1982 | 1990 | 1999 | 2006 | 2007 | 2012 |
| ---- | ---- | ---- | ---- | ---- | ---- | ---- | ---- | ---- |
| 320  | 320  | 304  | 298  | 255  | 260  | 232  | 228  | 225  |

| 2017 | 2022 | - | - | - | - | - | - | - |
| ---- | ---- | - | - | - | - | - | - | - |
| 243  | 233  | - | - | - | - | - | - | - |

## Culture locale et patrimoine

### Lieux et monuments
- L'église Saint-Maixant du XIIe siècle[26].

La croix de Saint-Maixant, croix en granit sculptée contre le mur de l'église.
- Le monument funéraire de Pierre-Victor Loth (1842-1932), édifice classé Monuments historiques en 1981[27],[28].
- Le château de Saint-Maixant, XVe siècle.

Caractéristique de l'architecture militaire de la Marche à cette époque, fut longtemps la propriété de la famille de La Roche-Aymon.
Dans la seconde moitié du XIXe siècle, il appartenait à la famille du Plantadis. L'édifice a été restauré en 1860 par Léon Léonard du Plantadis, et tout récemment (propriété privée).
Inscrit partiellement par arrêté du 2 novembre 1959 au titre des Monuments historiques.
Le château est ouvert au public et louable pour des réceptions. Il possède aussi un gîte et des chambres d'hôtes.
- Le puits de Saint-Maixant, vieux puits maçonné en granit un peu à l'écart du bourg[27].
- La croix des chameaux, croix sculptée à deux faces envahie par la végétation[27].

### Liste des curés de l'église Saint-Maixant (Creuse)
Bien que la paroisse de Saint-Maixent soit connue depuis plus de mille ans (en 1912), la liste de ses curés n'a pas été conservée antérieurement au seizième siècle. Ont été curés de la paroisse : 
- En 1501, Louis de Saint-Exupéry de Miremont. Il avait le titre de chapelain, capellano.
- En 1530, Fabien de Selve. Il était aussi prieur de Saint-Pantaléon-de-Lapleau.
- En 1560, Pierre de Bino.
- En 1580, François Borie.
- En 1606, Étienne Perrier.
- En 1617, Jean Ceron. Prieur aussi de la Rhode, de Saint-Clément.
- En 1631, Antoine Ceron. Vicaire du précédent.
- En 1652, Pierre Dumyrat.
- En 1666. Jean-Baptiste Ceron (2).
- En 1682, Jean-Martial de Lespinasse (3).
- En 1728, N. Lavaud
- En 1746, N. Buginie.
- En 1754. N. Desager.
- En 1778. Jean-Albier. de Beffefond (4).
- En 1787, M. Buisson.
- En 1792, N. Ladoire (5).

À partir de cette date jusqu'en 1804, les Registres ne font plus mention ni des baptêmes, ni des mariages, ni des sépultures religieuses.

### Personnalités liées à la commune
- Philibert de La Roche-Aymon (1613-v.1652), marquis de Saint-Maixant  dit "le grand diable de Saint-Maixant", célèbre par ses excentricités, sa cruauté et sa vie dissolue, qui défrayèrent la chronique marchoise et bourbonnaise.
- Théodore Noël (1853-1937) est né à Saint-Maixant. C'est un joueur de cabrette et un compositeur de musique folklorique limousine[31].

### Héraldique
| Blason de Saint-Maixant | Blason  | D'azur semé d'étoiles d'argent, à un lion d'or brochant. |
| Blason de Saint-Maixant | Détails | Inspiré des armes de la famille de La Roche-Aymon qui portait : « de sable semé d'étoiles d'or, à un lion du même, armé et lampassé de gueules ». Utilisé par la commune. |